# 李有毅 (1955年)
李有毅（1955年2月—），民盟成员，中华人民共和国教育人物、中学校长。

## 生平
1982年毕业于安徽师范大学数学系，同年分配至芜湖市第十二中学任教。1996年调入北京市第十二中学工作，2000年任北京市第十二中学教学副校长，2006年任北京市第十二中学校长。2018年1月，代表教育界当选第十三届全国政协委员。2020年1月，任北京十二中联合学校总校校长。

## 荣誉
2009年，获中华全国总工会“全国五一劳动奖章”荣誉称号。同年，全国妇联授予“全国三八红旗手”荣誉称号。2010年，被国务院授予“全国先进工作者”荣誉称号。2012年，获批享受国务院颁发的政府特殊津贴。

## 社会兼职
北京市第十届政协委员，北京市第十三、十四届人大常委。北京市中小学教师高评委专家库成员，中国创新人才教育研究会副会长。